# Mesaegle gouzzakouli
Mesaegle gouzzakouli là một loài bướm đêm trong họ Noctuidae.